# Rougegoutte
Rougegoutte es una comuna francesa situada en el departamento del Territorio de Belfort, de la región de Borgoña-Franco Condado.
Los habitantes se llaman Rougegouttois.

## Geografía
Está ubicada a 10 km al norte de Belfort.

## Demografía
| 824 | 789 | 826 | 892 | 919 | 858 | 894 | 971 | 996 |
| Para los censos de 1962 a 1999 la población legal corresponde a la población sin duplicidades (Fuente: INSEE [Consultar]) |     |     |     |     |     |     |     |     |